# Klebsiella
Genre
Synonymes
- Calymmatobacterium Aragão & Vianna 1913
- Raoultella Drancourt et al., 2001

Klebsiella (en français les Klebsielles) est un genre de bacilles Gram négatifs de la famille des Enterobacteriaceae. Son nom fait référence au bactériologiste Edwin Klebs.
Ces bactéries causent jusqu'à 5 % des infections urinaires communautaires et 9 % des nosocomiales.

## Caractères bactériologiques
Les Klebsiella sont des Enterobacteriaceae bacilles gram négatif, généralement considérées immobiles (cela dépend des espèces et des souches, en particulier K. aerogenes reclassé dans les Klebsiella) et capsulées (sauf 6 % des souches de K. pneumoniae subsp. pneumoniae).
Elles font partie du groupe phénotypique « KESH » (Klebsiella, Enterobacter, Serratia et Hafnia). Elles fermentent le glucose par la voie du butane-2,3-diol avec production de gaz. ODC négative, ADH négative, TDA négative et PDA négative. VP positif caractère clé. Ce groupe n'a pas de sens taxonomique puisque ces bactéries n'appartiennent pas à la même famille (voir Enterobacterales)
Malgré la présence de flagelles pour les espèces K. aerogenes et K. michiganensis, les Klebsiella ont longtemps été considérées comme non mobiles et ce caractère a été considéré comme une des caractéristiques du genre. La découverte de flagelles sur certaines souches de K. pneumoniae ainsi que la présence des gènes fliC, fliA et flgH démontre que certaines souches de Klebsiella considérées comme non-mobiles peuvent l'être.

## Habitat
Ce sont des bactéries ubiquitaires présentes dans le tube digestif et dans l'appareil respiratoire des animaux (dont l'Homme) en tant que bactéries commensales. Elles sont fréquentes dans les selles et peuvent être un indicateur d'une contamination fécale. Elles sont abondantes dans le sol, les eaux et peuvent être des fixateurs de l'azote atmosphérique.

## Pouvoir pathogène
Klebsiella pneumoniae détermine de rares infections respiratoires (pneumonies, abcès pulmonaires, pleurésies), et surtout des infections du tractus urinaire. Elle a un effet cytotoxique sur les épithéliums des voies aériennes et peut être responsable d'infections nosocomiales.
Klebsiella pneumoniae hypervirulente est une souche hypervirulente de Klebsiella pneumoniae issue d'Asie responsable d'infections foudroyantes. Elle touche particulièrement le système nerveux central et l'œil (endophtalmie). Elle peut également être responsable d'abcès hépatiques. Son incidence est en augmentation. Le diagnostic microbiologique est fait grâce au string test, qui révèle le caractère hypermuqueux de cette souche. Le bilan d'extension et le traitement de cette infection ne font pas l'objet de recommandations et sont donc discutés  au cas par cas.
Son pouvoir pathogène et sa virulence seraient liés à plusieurs facteurs :
- sa capsule de polysaccharides ; elle confère à Klebsiella pneumoniae un fort pouvoir invasif en protégeant les bactéries de la phagocytose et dans une certaine mesure de certains désinfectants. C'est cette capsule volumineuse de nature polysaccharidique qui explique l'aspect gluant et bombé des colonies sur les milieux usuels. Son rôle est encore mal compris, avec des résultats différents pour les études in vivo et in vitro [8] ;
- une production de sidérophores ;
- une production de lipopolysaccharide (LPS) ;
- une production d'un complexe extracellulaire (toxique pour les tissus pulmonaires notamment). On sait que cet effet est lié à la capsule, car il disparaît en présence d'isolats de bactéries vivantes mais non capsulées. De plus, la cytotoxicité des souches non capsulées est restaurée par simple ajout de capsules extraites par purification d'un isolat capsulé[9] ;
- une production d'adhésine lui permettant de produire des biofilms.

Klebsiella ozenae n'est pas l'agent de l'ozène mais peut être pathogène dans les voies respiratoires et leurs annexes.
Klebsiella rhinoscleromatis est l'agent spécifique du rhinosclérome.
Klebsiella granulomatis est l'agent de  du granulome inguinal ou donovanose.

## Traitements

### Antibiotiques
Le genre Klebsiella est naturellement sécréteur d'une pénicillinase chromosomique de bas niveau ce qui le rend naturellement résistant aux Pénicillines A (Amoxicilline) et aux carboxypénicilines et uréidopénicillines (ticarcilline, pipéracilline).
Comme toutes les Enterobacteriaceae, Klebsiella peut acquérir de nombreux mécanismes de résistance aux autres antibiotiques (pénicillinases plasmidiques, céphalosporinases, enzyme TRI, Bétalactamase à spectre élargie, etc.)

### Préparations bactériophagiques
En Russie et en  Géorgie, le traitement des klebsielles par phagothérapie est commun. Le médicament existe sous forme liquide ou en pulvérisateur. Il existe des cocktails bactériophagiques contenant exclusivement des bactériophages spécifiques aux klebsielles, et des cocktails contenant plus largement des phages spécifiques aux germes présents dans telle ou telle pathologie. Des phages anti-klebsielles figurent par exemple dans les cocktails pour les infections gynécologiques,.
Des recherches sont en cours ailleurs dans les pays occidentaux pour développer des bactériophagiques efficaces contre les Klebsiella pneumoniae productrices de carbapenemases KPC (KPC-KP).
En France la phagothérapie ne peut être utilisée que dans les cas les plus graves, avec des phages produits en France et dans le cadre dit compassionnel défini par l'ANSM. Des associations de patients se sont montées pour faciliter l'accès aux bactériophagiques étrangers,,,.

## Systématique

### Liste des espèces
Selon la LPSN (1er novembre 2022.) :
- Klebsiella aerogenes (Hormaeche & Edwards 1960) Tindall et al., 2017 ;
- Klebsiella africana Rodrigues et al., 2019 ;
- Klebsiella electrica (Kimura et al., 2014) Ma et al., 2022 ;
- Klebsiella granulomatis (Aragão & Vianna 1913) Carter et al., 1999 ;
- Klebsiella grimontii Passet & Brisse 2018 ;
- Klebsiella huaxiensis Hu et al., 2019 ;
- Klebsiella indica Gujarati et al., 2020 ;
- Klebsiella michiganensis Saha et al., 2013 ;
- Klebsiella ornithinolytica Sakazaki et al., 1989 ;
- Klebsiella oxytoca (Flügge 1886) Lautrop 1956 ;
- Klebsiella pasteurii Merla et al., 2020 ;
- Klebsiella planticola Bagley et al., 1982 ;
- Klebsiella pneumoniae (Schroeter 1886) Trevisan 1887 ;
- Klebsiella quasipneumoniae Brisse et al., 2014 ;
- Klebsiella spallanzanii Merla et al., 2020 ;
- Klebsiella terrigena Izard et al., 1981 ;
- Klebsiella variicola Rosenblueth et al., 2004.

### Taxinomie
En 2001, des analyses phylogénétiques d'espèces du genre Klebsiella, ainsi que d'espèces parmi d'autres genres de la famille des Enterobacteriaceae, et portant sur deux gènes semblent indiquer que le genre Klebsiella est hétérogène. Ce genre est alors scindé en deux et les auteurs proposant la reconnaissance d'un nouveau genre, Raoultella dédié au microbiologiste Didier Raoult. Les espèces K. ornithinolytica, K. planticola, K. trevisanii (synonyme de K. planticola) et K. terrigena y sont alors placées par les descripteurs du genre. En 2014, une nouvelle espèce de bactérie est isolée et caractérisée comme appartenant au genre Raoultella. Elle est nommée R. electrica. En 2014, la pertinence du genre Raoultella est remise en question par une analyse phylogénétique des klebsielles plus poussée, utilisant des génomes complets (2,93 Mpb) plutôt que deux gènes seulement. Cette analyse montre que R. ornithinolytica est nichée au milieu de l'arbre phylogénétique de klebsielles, sur une branche proche de K. oxytoca. L'analyse conclut que le genre Raoultella devrait être abandonné. La synonymie avec Klebsiella est explicitement demandée à nouveau par Ma et al. en 2021. Depuis, la List of Prokaryotic names with Standing in Nomenclature (LPSN), retransmettant les décisions de l'ICNP faisant autorité en nomenclature bactérienne, a acté la synonymisation de Raoultella avec Klebsiella.
Jusqu'en 2016 le genre Klebsiella était rattaché par des critères phénotypiques à la famille des Enterobacteriaceae. Malgré la refonte de l'ordre des Enterobacterales par Adeolu et al. en 2016 à l'aide des techniques de phylogénétique moléculaire, Klebsiella reste dans la famille des Enterobacteriaceae dont le périmètre redéfini compte néanmoins beaucoup moins de genres qu'auparavant.